# Nanismo
Il nanismo, anche chiamato nanosomia, microsomia, è una condizione clinica caratterizzata da un marcato difetto nell'accrescimento somatico delle strutture anatomiche del corpo.
La forma più comune è determinata dall'acondroplasia.

## Fisiopatologia
Il nanismo può essere presente fin dalla nascita (nanismo primordiale) o manifestarsi nella pubertà.
Le cause possono essere anomalie genetiche, disfunzioni endocrine, alterazioni metaboliche.

## Presentazione clinica
Spesso i soggetti affetti da nanismo e non trattati ormonalmente hanno micropenia, atrofia muscolare, nausea, insonnia, depressione, assenza di pubertà.
Il nanismo può essere armonico o disarmonico, a seconda delle proporzioni del corpo.

### Nanismo armonico
Il soggetto nell'insieme ha una figura in cui sono mantenute le proporzioni tra le parti. Tra i nanismi armonici si ricordano il nanismo ipofisario, il nanismo di Laron, la bassa costituzione per familiarità.

#### Nanismo ipofisario
È una forma di nanismo dovuta a carenza di somatotropina, diagnosticabile con una mancata secrezione di ormone della crescita dopo vari stimoli (arginina, insulina).

#### Nanismo di Laron
È una forma di nanismo poco frequente e viene trasmessa geneticamente. I bambini con tale sindrome non hanno un fenotipo diverso rispetto ai bambini affetti da nanismo ipofisario (ridotta secrezione di somatotropina, o più probabilmente difetto nel recettore) in quanto i caratteri somatici e dell'accrescimento sono molto simili.
Tuttavia gli elevati livelli di ormoni della crescita, sia basali sia dopo stimoli, sono fondamentali per la diagnosi. La causa di questo tipo di nanismo non è quindi la mancata sintesi di GH, ma al suo mancato effetto dovuto a difetti genetici del recettore per il GH, che porta anche ad un deficit della produzione di somatomedina (ormone proteico prodotto dal fegato e in piccole quantità dalle gonadi e da un po' tutto il corpo, indispensabile per l'accrescimento muscolare ed osseo), trasmesso con un meccanismo autosomico recessivo.

### Nanismo disarmonico
In questo tipo di nanismo prevalgono certe strutture su altre, per esempio le braccia sono di proporzioni normali rispetto agli altri individui mentre il tronco rimane piccolo. Tra i nanismi disarmonici si ricordano il nanismo causato da ipotiroidismo, il nanismo causato da acondroplasia e quello presente nella sindrome di Turner.

#### Nanismo di Debrè
Il nanismo di Debrè, o nanismo tiroideo disarmonico, è caratterizzato da una circonferenza cranica aumentata e dalle dimensioni sproporzionate degli arti rispetto al tronco. Si associa inoltre a cretinismo, sordità e scarso sviluppo sessuale.

#### Acondroplasia
Il termine deriva dal greco a (senza) + condros (cartilagine) + plasis (formazione).

#### Sindrome di Turner
Nanismo legato ad un'anomalia citogenetica, conseguente ad un errore nel corretto appaiamento dei cromosomi durante la meiosi.

## Il nanismo prima dell'epoca contemporanea
Le credenze e gli usi dei popoli hanno sempre riservato un posto particolare anche agli uomini affetti da nanismo, in ogni tempo ricercati come esseri propizî, allevati con cura; nelle corti antiche svolgono il ruolo di nani di corte e formano il trastullo dei sovrani e dei grandi personaggi. Spesso i bambini erano rinchiusi in casse speciali (γλωττόκομα) perché crescessero sproporzionati e potessero così essere venduti a caro prezzo. In Roma erano ricercati soprattutto dalle matrone che seguendo un uso venuto dalla Grecia e dalla Ionia, li tenevano presso di sé come buffoni. Tiberio ne ammise uno alla sua mensa, accordandogli libertà di parola; Domiziano ne raccolse un buon numero per una schiera di gladiatori. Nel Medioevo e in seguito, questi minuscoli uomini compaiono di nuovo nelle corti, a sollazzo dei principi e delle dame. I primi Spagnoli che arrivarono al Messico, ne trovarono nel palazzo di Montezuma.